# Mackenzie Rosman
Mackenzie Ryann Rosman (født 28. december 1989) er en amerikansk barneskuespillerinde. Hun er bedst kendt for sin rolle som Ruthie Camden i tv-serien I den syvende himmel (orig. 7th Heaven) – i Danmark vist på TvDanmark.
Rosman blev født i Charleston, South Carolina og har aner af cherokesk afstamning. I 1996 blev hun valgt til at spille Ruthie Camden i I den syvende himmel. Udover hendes rolle i I den syvende himmel, har Rosman medvirket i den uafhængige film Gideon med Christopher Lambert, Charlton Heston og Shelley Winters. Hun har også medvirket i flere tv-reklamer lige fra hun var fire år gammel. Hun spillede også JonBenét Ramsey i Getting Away with Murder: The JonBenét Ramsey Mystery.
Rosmans forældre er skilt og hun bor i Los Angeles med sin mor, stedfar, lillebror Chandler (født 1993) og ældre stedsøster Katelyn Salmont (født 1986). Hun støtter aktivt fundraising til the Cystic Fibrosis Foundation og ønsker at hjælpe med at lære den brede offentlighed og vigtigheden i organdonationer. Hendes stedsøster Katelyn, som har cystisk fibrose, gennemgik for nylig i vellykket dobbelt lungetransplantation. Rosman og hendes familie er taknemmelige for at I den syvende himmel, i en tidligere sæson, havde en episode om cystisk fibrose, hvori Katelyn spillede sig selv.
Rosmans største lidenskab, næstefter skuespil, er dyr, specielt heste som hun selv ejer otte af. Mackenzie og hendes familie bor på en ranch udenfor Los Angeles, hvor de holder heste, hunde, katte, kyllinger og geder.

## Eksterne links
- Mackenzie Rosman på Internet Movie Database (engelsk)
- Mackenzie Rosman på AlloCiné (fransk)
- Mackenzie Rosman på AllMovie (engelsk)
- Mackenzie Rosman på Rotten Tomatoes (engelsk)
- Mackenzie Rosman på The Movie Database (engelsk)
- Mackenzie Rosman på TV.com Arkiveret 30. september 2007 hos  Wayback Machine (engelsk)
- Mackenzie Rosman's biografi på filmbug (engelsk)
- Mackenzie Rosman på The TV IV (engelsk)

|  | Infoboks uden skabelon Denne artikel har en infoboks dannet af en tabel eller tilsvarende. |